# Benizelos Rufos
Benizelos Rufos (gr. Μπενιζέλος Ρούφος; ur. ok. 1795 w Patras, zm. 18 marca 1868) – grecki polityk.
Pełnił funkcję premiera (1863, 1865–1866) za rządów króla Jerzego I.